# المساحات اللفافية في الرأس والعنق
المساحات اللفافية (تسمى أيضا مساحات الانسجة اللفافية  أو مساحات الانسجة), هي مساحات محتملة تكون بين اللفافات والاعضاء الاسفل منها. في الجسم السليم لا تكون هذه المساحات موجودة بل تتكون فقط عند الإصابة بحالات مرضية معينة، كانتشار القيح أو التهابات النسيج الضام الرخو (الهَلَلِ). قد تفتح المساحات اللفافية أثناء عملية تشريح الجثث. تختلف المساحات اللفافية عن اللفافات، حيث أن اللفافات هي عبارة عن أشرطة من النسيج الضام الذي يحيط بتراكيب الجسم كالعضلات مثلاً. قد تسهل عملية فتح المساحات اللفافية عن طريق إفراز الإنزيمات الهاضمة للأنسجة من قبل البكتيريا الممرضة (كإنزيم الهيالورونيداز والكولاجيناز).
يمكن تسمية اللفافات الممتلئة بالنسيج الهالي الضام بالفَلْح. وقد تحتوي اللفافات أيضًا على الغدد اللعابية أو الأوعية الدموية أو الأعصاب أو العقد اللمفاوية، وهذا يعتمد على موقع المساحات في الجسم. أما المساحات الممتلئة بالأنسجة العصبية الوعائية (أعصاب وأوعية دموية) فيمكن أن يطلق عليها اسم حجرات.
وبشكل عام، فإن انتشار الالتهاب يعتمد على الحوائل الموجودة كالعضلات والعظام واللفافات، حيث يتحرك القيح في الاتجاه الأقل مقاومة، كمثال، يقطع السائل أسطح الأنسجة المضمومة بشكل رخو (كأسطح اللفافات)
بسهولة أكبر مما قد يقطع بها العظام أو العضلات. في منطقة الرأس والعنق، المساحات اللفافية المحتمل تكونها تكون محصورة بالمرتكزات العضلية المعقدة، وبخاصة العضلة الضرسية اللامية، والعضلة المبوقة، والعضلة الماضغة، والعضلة الجناحية الإنسية، والعضلة المصرة العلوية، وعضلة الفم الدويرية.
قد تسبب التهابات المساحات اللفافية في الرأس والرقبة أعراضًا وعلامات مختلفة اعتمادًا على موقع الحيز المتأثر في الجسم. ويعتبر الضزز (صعوبة فتح الفم) علامة على تأثر عضلات المضغ (العضلات المحركة للفك)، وقد يكون عسر البلع أو الزلة (صعوبة التنفس) علامة على تأثر المسلك الهوائي وضغطه من قبل التورم الذي يسببه الالتهاب.

## التصنيف
هناك عدة تصنيفات مستخدمة؛ إحدى هذه التصنيفات ما يصنف إلى أربعة مجموعات تشريحية:
- منطقة الفك السفلي وما تحته.
  - الدهليز الشدقي.
  - جسم الفك السفلي.
  - الحيز الذقني.
  - الحيز تحت الذقني.
  - الحيز تحت اللساني.
  - حيز ما تحت الفك السفلي.
- منطقة الخد وجانب الوجه.
  - الدهليز الشدقي للفك العلوي.
  - الحيز الشدقي.
  - حيز ما تحت الماضغة.
  - الحيز الصدغي.
- منطقة البلعوم والعنق.
  - الحيز الجناحي الفكي.
  - الحيز المجاور للبلعوم.
  - الحيز العنقي.
- منطقة منتصف الوجه.
  - الحنك.
  - قاعدة الشفة العليا.
  - الحيز النابي (حيز تحت الحجاج).
  - حيز ما حول الحجاج.

وبما أن العظم اللامي هو التركيب التشريحي الأهم في العنق من ناحية احتواء الالتهاب وحصره، تصنف المساحات اللفافية اعتمادًا على علاقتها بالعظم اللامي إلى:
- فوق اللامية (فوق العظم اللامي).
- تحت اللامية (تحت العظم اللامي).
- المساحات اللفافية التي تقطع طول العنق.

في جراحة الفم والفكين، تكون المساحات اللفافية في معظم الأوقات وثيقة الارتباط بانتشار الالتهابات سنية المنشأ. وبهذا، يمكن أيضًا أن تصنف المساحات تبعًا لعلاقتها بالأسنان العلوية والسفلية، وما إذا كان الالتهاب ينتشر مباشرة في الحيز (حيز أولي), أو أنه ينتشر عن طريق حيز آخر (حيز ثانوي):
- مساحات الفك العلوي الأولية:
  - الحيز النابي.
  - الحيز الشدقي.
  - الحيز التحت صدغي.
- مساحات الفك السفلي الأولية:
  - الحيز التحت ذقني.
  - الحيز الشدقي.
  - حيز ما تحت الفك السفلي.
  - الحيز تحت اللساني.
  - حيز ما تحت الماضغة.
- مساحات العنق.

## مساحات ما حول الفك السفلي
الحيز ما تحت الفك العلوي هو مصطلح تاريخي يطلق على عدة مساحات مجتمعة؛ وهي مساحات ما تحت الفك السفلي وما تحت الذقن وما تحت اللسان، التي –في الطب الحديث- مجتمعة أو على حدة يشار إليها بمساحات ما حول الفك السفلي.
مصطلح ما تحت الفك العلوي قد يكون لفظًا ملبسًا للطلبة المعاصرين والأطباء، حيث أن تلك المساحات تكون موجودة تحت الفك السفلي، ولكن عبر التاريخ كان يطلق على الفك العلوي والسفلي معًا اسم «الفكوك العلوية», وفي بعض الأحيان كان يطلق على الفك السفلي اسم «أسفل الفك العلوي»، أحياناً يستخدم مصطلح «حيز ما تحت الفك السفلي» كمترادفات بنفس المعنى تصف الحيز تحت اللساني وحيز ما تحت الفك السفلي على أنهما جزأين من «حيز ما تحت الفك السفلي».

## حيز الماضغ

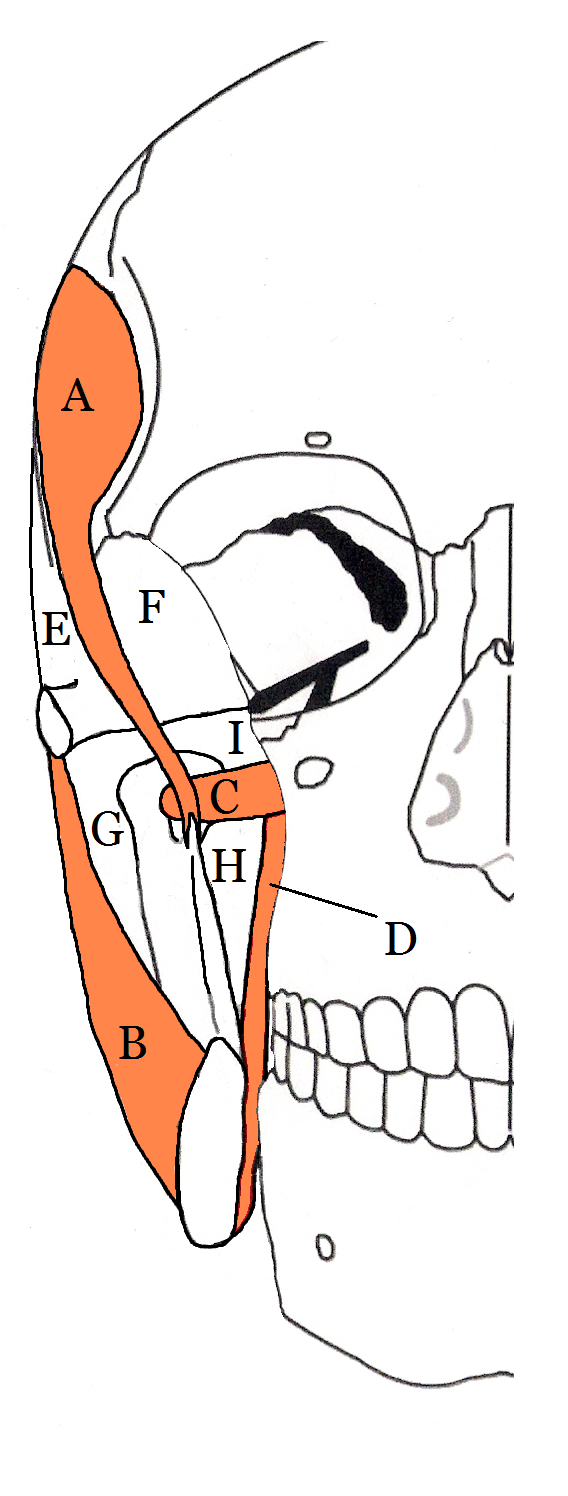
الحجرات الأربع للحيز الماضغ الأيمن. أ العضلة الصدغية, ب العضلة الماضغة, ج العضلة الجناحية الوحشية, د العضلة الجناحية الإنسية, ه الحيز الصدغي السطحي, و الحيز الصدغي العميق, ز حيز ما تحت الماضغة, ح الحيز الجناحي الفكي, ط موقع تقريبي للحيز تحت الصدغي.

يستخدم هذا المصطلح أحياناً، وهو اسم جامع للمساحات ما تحت الماضغة، والجناحية الفكية، والصدغية السطحية والعميقة. الحيز تحت الصدغي هو الجزء السفلي للحيز الصدغي العميق. مساحات الصدغية العميقة والسطحية معاً قد يطلق عليها أحياناً اسم المساحات الصدغية. المساحات الماضغة هي تراكيب مزدوجة على كل جانب من الرأس. وعضلات المضغ محتواة في طبقة من اللفافات مكونة من صعود اللفافات العنقية التي تقسم السطح السفلي للفك السفلي كي تغلف المنطقة. كل حيز ماضغ يحتوي أيضاً على أقسام للعصب الثلاثي التوائم (العصب الخامس)التابعة للفك السفلي، وعلى شريان الفك العلوي الغائر.
وبهذا فإن حيز الماضغ يمكن أن يوصف على أنه حيز يحتمل تكونه وهو يتكون من أربعة أقسام منفصلة. وعادة ما يحتل الالتهاب واحدة من هذه الأقسام، لكن الالتهاب الشديد أو الذي تطول مدته يمكن أن ينتشر ليشمل كامل الحيز الماضغ. تقع أقسام الحيز الماضغ على جانبي فروع الفك السفلي وعلى جانبي العضلة الصدغية.

### حيز ما تحت الماضغة
ويطلق عليه أيضاً اسم حيز العضلة الماضغة أو الحيز الماضغ السطحي. يقع حيز ما تحت الماضغة تحت (عميقاً نحو) العضلة الماضغة، ويتشكل هذا الحيز من مغرز العضلة الماضغة في السطح الجانبي لفروع الفك السفلي. خراج منطقة ما تحت الماضغة نادر الحدوث ويكون مصحوباً بصعوبة فتح الفك (الضزز).

### الحيز الجناحي الفكي
يقع الحيز الجناحي الفكي بين الجانب الإنسي (الداخلي) لفرع الفك السفلي، والجانب الوحشي (الخارجي) من العضلة الجناحية الإنسية.

### الحيز الصدغي العميق (الحيز التحت صدغي)
الحيز التحت صدغي هو الجزء السفلي من الحيز الصدغي العميق.

## التاريخ
تطور الفهم المعاصر للمساحات اللفافية في الرأس والعنق من البحث الرئيسي لغرودنسكي وهوليوك في الثلاثينيات. وقد قاموا بحقن صبغ في الجثث كمحاكاة للقيح. كانت فرضيتهم هي أن التهابات منطقة الرأس والعنق تنتشر بشكل رئيسي بالضغط الهايدروستاتيكي. تلك النظرية مقبولة الآن لمعظم التهابات الرأس والعنق، باستثناء داء الشعيات الذي يحفر في الجلد، وعدوى السل الفطري التي تنتشر عن طريق العقد اللمفاوية.